# Topień
Topień (Cybister lateralimarginalis) – gatunek dość dużego chrząszcza wodnego z rodziny pływakowatych (Dytiscidae).

## Występowanie i biotop
Topień występuje w Europie (również w Polsce), Azji Mniejszej i na Syberii. Podobnie jak pływak żółtobrzeżek preferuje głębokie, mocno zarośnięte wody stojące lub wolno płynące.

## Wygląd
Pokrywy czarno-brązowe, w dolnej części silnie rozszerzone. Przedplecze czarno-brązowe. Pokrywy i przedplecze obrzeżone na żółto tylko po bokach. Spód ciała rudo-żółty. Osobniki dorosłe osiągają od 30 do 37 mm długości. Kończyny pierwszej pary krótkie, zakończone pazurkiem. Samce z gładkimi pokrywami skrzydeł. Na pierwszej parze posiadają gąbczaste przyssawki. Samica z równomiernie karbowanymi pokrywami skrzydeł. Kończyny przednie u samicy bez przyssawek. U obu płci kończyny drugiej pary średniej długości, również zakończone pazurkami. Kończyny trzeciej pary najdłuższe, pokryte po bokach gęstymi szczecinkami pływnymi. Wszystkie kończyny czerwono-brązowe. Oczy czarne, szeroko rozstawione. Czułki długie, złożone z 10–12 segmentów.

## Pożywienie
Topienie są drapieżne. Łowią różne drobne zwierzęta, głównie owady i ich larwy. Nieraz zdarza się, że jedzą też padlinę.

## Rozmnażanie
Topienie rozwijają się wczesnym latem. Samica składa jaja do roślin. Larwy osiągają do 5 cm długości, są drapieżne. Łowią w toni wodnej różne drobne zwierzęta takie jak larwy płazów, lub owadów. Przepoczwarczają się w ziemi na brzegu zbiornika.